# Casa Sília
La Casa Sília és un conjunt arquitectònic de Boí, municipi de la Vall de Boí (Alta Ribagorça), que té dos elements inclosos en l'Inventari del Patrimoni Arquitectònic de Catalunya: el cobert i l'era en el número 58 del carrer del Raval, i el paller i cort en el número 52.

## Cobert i era
Conservant les parets de façana, els murs de tancament de l'era i la pròpia era, s'ha reconstruït el cobert per posar-lo en servei conjuntament amb la cleda que hi ha al costat. L'edifici és de planta en forma de L i acull en el seu interior l'era que encara conserva el paviment de pedres.
Amb la reconstrucció s'ha simplificat façanes exteriors amb totxana endarrerida respecte al pla de façana. La nova coberta és de fibrociment gris.

## Paller i cort
És un edifici situat entre mitgeres amb una gran fondària edificada i una façana relativament estreta. Seguint la tipologia pròpia d'aquest ús, té la cort a la planta baixa i el paller al pis i la coberta és a dos vessants amb el carener paral·lel al carrer.
El portal de la cort està al costat esquerre de la façana i el del paller al costat dret, amb tres graons per accedir-hi. Entre ambdues portes hi ha obertures menors. L'any 1923 la façana al carrer estava oberta i la planta baixa es tancava amb una reixa. La façana actual és posterior a l'any 1923.